# Kalendarium historii Gdańska

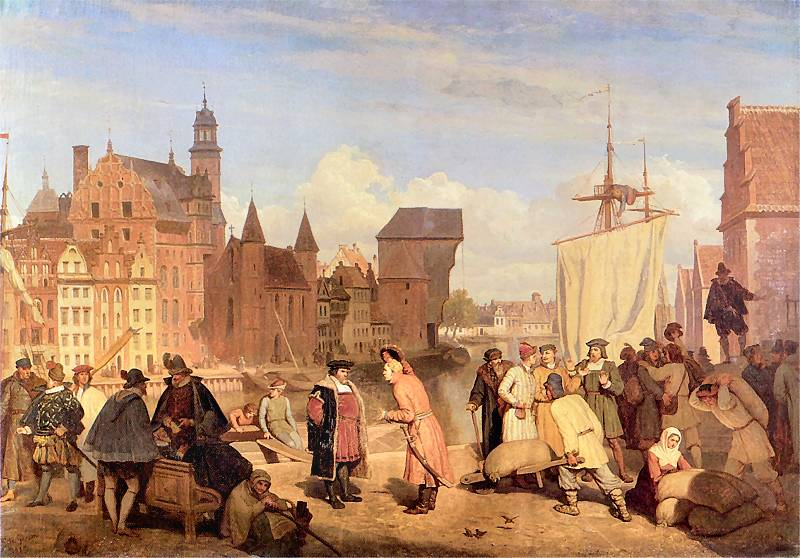
Obraz Gdańska z XVII wieku

## Kalendarium

### VII-X wiek
- VII w. – osada rzemieślniczo-rybacka.
- X w. – gród obronny książąt kaszubskich.
- 970-980 – Mieszko I wzniósł twierdzę portową w celu kontroli ruchu na Wiśle.
- 972 – margrabia niemiecki Hodon próbował siłą usunąć Mieszka I z Pomorza, poniósł klęskę.
- 997
  - 27 marca – biskup praski Wojciech zatrzymał się w Gdańsku podczas wyprawy misyjnej.
  - Gdańsk (Gyddanyzc urbs) po raz pierwszy wymieniony jako miasto, w „Żywocie św. Wojciecha” spisanego przez Jana Kanapariusza.

### XI wiek
- 1013
  - Pomorze Gdańskie przyłączono do biskupstwa kujawskiego.
  - Polska utraciła wpływ na Pomorze Gdańskie.
- 1047 – Kazimierz I Odnowiciel przywrócił związek z resztą ziem polskich.
- 1091 – Władysław I Herman wydał rozkaz spalenia grodów na Pomorzu Gdańskim, w tym Gdańska. Zubożenie mieszkańców miasta.

### XII wiek
- 1120
  - Bolesław III Krzywousty po zwycięskiej wojnie z Pomorzanami opanował w całości Pomorze Gdańskie.
  - utworzono pierwsze parafie kościelne.
- 1186, 2 lipca – przybył zakon cystersów, otwarto klasztor cystersów w Oliwie.
- 1188, 18 marca – Sambor I udzielił przywilejów cystersom, nadał ufundowanemu przez siebie klasztorowi w Oliwie bogate wyposażenie.

### XIII wiek
- 1219 – rządy na Pomorzu Gdańskim objął Świętopełk II Wielki, okres uniezależnienia się Pomorza.
- 1222 – powstał pierwszy kościół i klasztor benedyktynów w Św. Wojciechu.
- 1227 – dominikanie założyli w Gdańsku klasztor.
- 1231 – Pomorze Gdańskie w wyniku protekcji papieskiej stało się niezależnym księstwem.
- 1235 – najstarsza pisemna wzmianka o jeziorze Zaspa.
- 1242–1253 – konflikt zbrojny z Zakonem Krzyżackim. Okolice Gdańska (Oliwa) spustoszone przez oddziały krzyżackie.
- 1253, 30 lipca – pokój, w którym Świętopełk zobowiązał się nie podejmować w przyszłości kroków wojennych przeciwko Krzyżakom. Złamanie pokoju groziłoby oddaniem Gdańska zakonowi.
- 1260, 4 sierpnia – bulla papieska Aleksandra IV przyznała prawo organizowania dorocznych jarmarków św. Dominika.
- 1263
  - nadanie Gdańskowi praw miejskich na prawie lubeckim.
  - najstarsza wzmianka o Wrzeszczu.
- 1271 – zajęcie Gdańska przez Brandenburczyków. Mściwój II Pomorski z pomocą Bolesława Pobożnego zdobył Gdańsk.
- 1279 – najstarsze wzmianki o wsi Polanki i Przymorzu.
- 1282, 15 lutego – w wyniku układu w Kępnie doszło do zwierzchnictwa władcy Wielkopolski nad Pomorzem Gdańskim.

### XIV wiek
- 1300 – powstał kościół św. Jakuba w Oliwie.
- 1308
  - oblężenie Gdańska przez Brandenburczyków. Wezwanie Krzyżaków do pomocy przy usunięciu wroga.
  - 13 listopada – zajęcie Gdańska przez Krzyżaków i rzeź mieszkańców (według różnych szacunków zginęło od kilkunastu do kilkuset mieszkańców).
- 1320–1321 – papież Jan XXII zwołał sąd papieski obradujący w Inowrocławiu i Brześciu Kujawskim. Wyrokiem sądu Krzyżacy mieli zwrócić Królestwu Polskiemu całe Pomorze Gdańskie wraz z Gdańskiem oraz wypłacić odszkodowanie. Krzyżacy wyrok zakwestionowali.
- 1325 – najstarsza wzmianka o Brzeźnie.
- 1327 – początek budowy Ratusza Głównego Miasta w Gdańsku.
- 1336 – zakończenie budowy ratusza Głównego Miasta w Gdańsku.
- 1339, 15 września – kolejny sąd papieski w Warszawie nakazał zwrot Pomorza Gdańskiego, ponownie zakwestionowany przez Krzyżaków.
- 1340 – rozpoczęcie budowy przez Krzyżaków Zamku Wysokiego w Gdańsku (rozebrany w 1454 r.).
- 1343
  - 23 marca – położony został kamień węgielny pod budowę murów obronnych Głównego Miasta.
  - 28 marca – rozpoczęcie budowy kościoła Mariackiego.
  - 8 lipca – układ pokojowy z Krzyżakami, w wyniku którego Kazimierz III Wielki zrzekł się Pomorza Gdańskiego.
  - otrzymanie praw miejskich przez Główne Miasto w Gdańsku.
- 1345 – przejęcie Wrzeszcza przez Krzyżaków.
- 1346, 31 lipca – wielki mistrz krzyżacki, Henryk Dusemer, wydał dokument, który likwidował resztki działania prawa miejskiego według wzoru lubeckiego i zastępował je prawem chełmińskim.
- 1348–1350 – powstał Dwór Artusa oraz Wielki Młyn na Starym Mieście.
- 1351, 14 października – powstało Bractwo Strzeleckie.
- 1360–1450 – ukształtowało się Stare Przedmieście.
- 1361–1370 – Gdańsk uczestniczył w wojnie miast hanzeatyckich przeciwko Danii.
- 1363 – wybudowano pierwszy większy dźwig – żuraw na nabrzeżu.
- 1377 – lokacja na prawie chełmińskim Starego Miasta.
- 1380, 18 stycznia – prawa miejskie otrzymało Młode Miasto.
- 1395 – Gdańsk wraz z czterema innymi miastami hanzeatyckimi przejął Sztokholm pod swój zarząd.

### XV wiek
- 1410, 5 sierpnia – rada gdańska postanowiła uznać władzę Władysława Jagiełły. Gdańsk uzyskał przywileje, m.in. otrzymał okoliczne osady Pruszcz, Migowo, Orunia, Ujeścisko, Wiślina i Bogatka.
- 1411
  - 1 lutego – Władysław Jagiełło, w wyniku traktatu w Toruniu, uwolnił Gdańsk od złożonej mu przysięgi. Gdańsk spotkały represje ze strony Krzyżaków.
  - 22–23 lutego – zjazd stanów pruskich ustanowił podatek, w celu spłaty zobowiązań względem Królestwa Polskiego. Zgodę wyraził ogół stanów oprócz Gdańska.
  - marzec – Krzyżacy w ramach odwetu zamknęli port w Gdańsku.
  - 6 kwietnia – delegacja gdańszczan zaproszona na rokowania z Krzyżakami została podstępnie uwięziona, trzech delegatów zostało zamordowanych – Konrad Leczkow, Arnold Hecht (burmistrzowie) i Bartłomiej Gross (rajca).
- 1416, 18 czerwca – rewolta mieszczan w Gdańsku przeciwko radzie, spowodowana polityką monetarną wielkiego mistrza i znaczną inflacją.
- 1423 – mroźna zima spowodowała zamarznięcie Bałtyku.
- 1425 – Gdańsk otrzymał prawo do bicia monet.
- 1436 – Stare Miasto otrzymało prawo posiadania więzienia.
- 1440, 14 marca – Gdańsk przystąpił do Związku Pruskiego.
- 1441, 8 lipca – spłonął Żuraw.
- 1443–1444 – odbudowano Żuraw.
- 1446 – Krzyżacy zezwolili na organizację jarmarku na terenie Młodego Miasta.
- 1453 – odlany został wielki dzwon „Gratia Dei” dla kościoła Mariackiego.
- 1454
  - 5 lutego – wybuch powstania w Gdańsku przeciwko Krzyżakom, zajęty został Wielki Młyn na Starym Mieście. Wypowiedzenie posłuszeństwa Zakonowi.
  - 11 lutego – komtur zamkowy Pfersfelder przekazał cały zamek radzie gdańskiej. Zakończył się okres panowania Krzyżaków w Gdańsku po 145 latach i 3 miesiącach.
  - 6 marca – król Kazimierz Jagiellończyk na wniosek poselstwa Związku Pruskiego z Janem Bażyńskim na czele, wcielił Gdańsk do Polski, udzielając mu jednocześnie przywileju bicia własnej monety.
  - 16 czerwca – Gdańsk uzyskał wielki przywilej podporządkowujący Głównemu Miastu, Osiek, Młode i Stare Miasto, ponadto uzyskał monopol wyłączności praw miejskich w promieniu 5 mil (tj. 30–40 km) oraz gwarancję, że na tym obszarze nie będzie zbudowany żaden zamek.
  - Gdańsk przystąpił do wojny trzynastoletniej.
- 1455
  - styczeń – gdańszczanie rozpoczęli burzenie Młodego Miasta.
  - 9 lipca – przywilej piotrkowski Kazimierza Jagiellończyka upoważnił Gdańsk do samodzielnego wydawania wilkierzy i nakładania podatków. Oddawał Gdańskowi na wyłączne użytkowanie mennicę oraz prawo kontroli wybrzeża pruskiego od Księstwa Słupskiego do posiadłości Elbląga.
- 1456
  - 28 stycznia – wprowadzono nowy podział Gdańska na 6 parafii.
  - 2 października – Bunt Koggego.
- 1457
  - 9 maja – gdańszczanie złożyli hołd Kazimierzowi Jagiellończykowi.
  - 15 maja – Gdańsk otrzymał tzw. wielki przywilej, zapewnił on gdańszczanom swobodny przywóz towarów Wisłą z Polski, Litwy i Rusi bez konieczności kontroli. Zniesiono cło funtowe oraz cła lądowe i wodne na terenie Prus Królewskich oraz przyrzeczono nie wprowadzać żadnych ceł i opłat na Wiśle.
  - 25 maja – dzięki przywilejowi nadanemu przez Kazimierza Jagiellończyka do herbu miasta, dwóch krzyży, dodana została złota korona.
  - 15 sierpnia – zwycięstwo gdańskich okrętów kaperskich nad przeważającą eskadrą duńsko-inflancką.
- 1463, 15 września – flota gdańsko-elbląska pokonała flotę krzyżacką na Zalewie Wiślanym.
- 1466, 19 października – zawarto pokój toruński, gdzie zapisano, że Pomorze Gdańskie oraz Warmia pozostają przy Polsce.
- 1467 – król zlikwidował urząd gubernatora i powołał na wzór Korony tytuł capitaneus Prussiae Generalis. Król powołał starostę dla Gdańska.
- 1472, 28 stycznia – przywilej uznający orzeczenia władz miasta w sprawie długów za ostateczne, nie podlegające apelacji do króla.
- 1473, 27 kwietnia – po wypłynięciu z portu w Lubece kaperska karaka „Peter von Danzig” (dowódca Paweł Beneke) zaatakowała galeon pod flagą Burgundii, z pokonanej jednostki do Gdańska przewieziono zdobycz – tryptyk Hansa Memlinga „Sąd Ostateczny”, dar dla kościoła Najświętszej Marii Panny.
- 1489 – Gdańsk uzyskał zniesienie prawa składu w Toruniu.

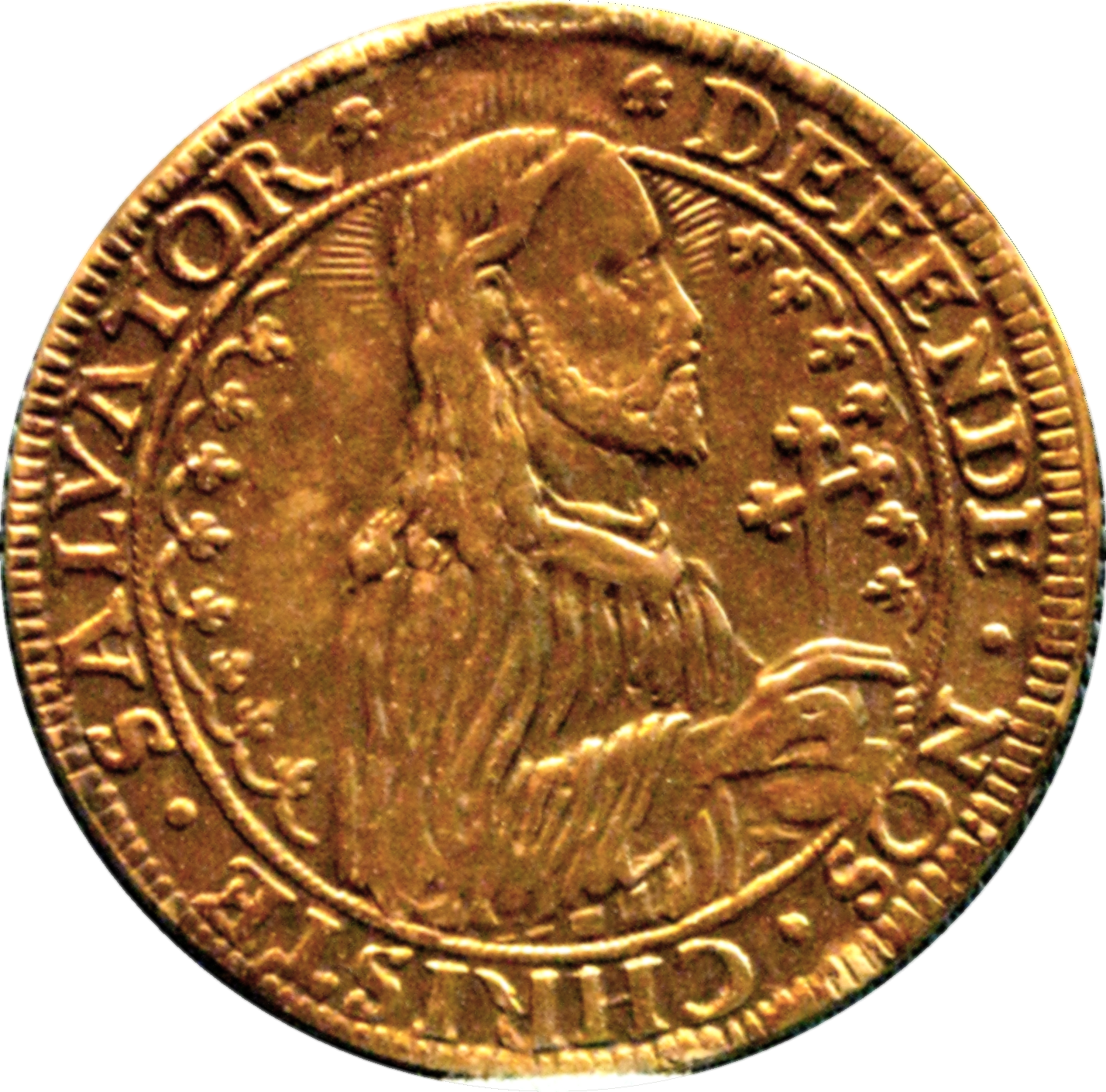
talar wybity przez miasto Gdańsk w czasie oblężenia w 1577, na awersie zamiast postaci króla Stefana Batorego, postać Jezusa Chrystusa

### XVI wiek
- 1502, 28 lipca – zakończono budowę kościoła Mariackiego.
- 1520, 8–10 listopada – w czasie wojny polsko-krzyżackiej 1519–1521 niemieccy landsknechci przeprowadzili ostrzał Gdańska z Biskupiej Górki.
- 1525, styczeń – tumult gdański – rozruchy luterańskiego pospólstwa i plebsu przeciwko burmistrzowi Eberhardowi Ferberowi.
- 1526
  - 26 stycznia – obalenie starego magistratu przez zrewoltowany tłum.
  - 17 kwietnia – król Zygmunt I Stary wkroczył na czele 8 tysięcy wojska do Gdańska, ściął buntowników i rozszerzył uprawnienia swojego burgrabiego, któremu nadał wyższe kompetencje niż burmistrzowi. Wprowadzona została unifikacja monetarna.
  - 22 lipca – król Zygmunt I Stary przekazał Gdańskowi prawa do Helu i części półwyspu.
- 1540 – wielka powódź na Żuławach Gdańskich, pod wodą znalazły się Długie Ogrody i Wyspa Spichrzów.
- 1557, 15 maja – przywilej króla Zygmunta Augusta przyznający protestantom równe prawa.
- 1558 – założone zostało Gdańskie Gimnazjum Akademickie – szkoła protestancka o bardzo wysokim poziomie kształcenia (gimnazjum istniało do 1817).
- 1560–1570 – do Gdańska przybyły grupy protestantów uchodzących przed prześladowaniami w Niderlandach – luteranie, kalwini i mennonici.
- 1563–1570 – w czasie wojny siedmioletniej Gdańsk, pomimo skrupulatnego przestrzegania neutralności, tracił poprzez ograniczenie wymiany handlowej ze Szwecją oraz popadł w konflikt z innymi kontrahentami.
- 1567, 25 lutego – flota królewska została przeniesiona do Pucka.
- 1569
  - 2 lipca – dekret króla Zygmunta II Augusta nakazał przyjęcie floty królewskiej w porcie w Gdańsku.
  - 12 sierpnia – delegacja Rady miasta Gdańska została wyrokiem sądu sejmowego uwięziona.
- 1570, 14 marca – wydano Statuty Karnkowskiego – regulacje prawne, dotyczące władztwa Polski nad Bałtykiem. Akcentowały one zwierzchnie prawa nad Gdańskiem króla Polski i Korony, a dopiero na dalszym miejscu wymieniały uprawnienia władz gdańskich. Władze Gdańska protestowały, gdyż statuty były sprzeczne z przywilejami Gdańska.
- 1571 – Hans Kramer rozpoczął budowę nowożytnych fortyfikacji.
- 1576 – Wojna Rzeczypospolitej z Gdańskiem
  - Gdańsk odmówił złożenia przysięgi Stefanowi Batoremu przed potwierdzeniem wszystkich wolności i przywilejów miejskich. Gdańszczanie napadli na „polskie” klasztory Brygidek, Karmelitów i Dominikanów oraz przygotowali obronę miasta paląc okoliczne osady: Stare Szkoty, Oliwę, Chełm, Biskupią Górę i inne.
  - 15 września – Stefan Batory wydał rozporządzenie wzywające do blokady handlowej Gdańska.
  - 13 października – zakończono budowę mostu zwodzonego przez fosę przed Bramą Wyżynną.
- 1577
  - 15 lutego – w odwecie za uznanie przez cystersów Stefana Batorego za króla gdańszczanie zrabowali i zniszczyli klasztor w Oliwie.
  - 17 kwietnia – klęska gdańszczan w bitwie z wojskami królewskimi nad jeziorem Lubieszowskim. Przegrana spowodowała silniejsze zjednoczenie się mieszczan w obronie miasta.
  - 11 czerwca – początek oblężenia Gdańska przez wojska króla Stefana Batorego.
  - 16 września – atak floty gdańskiej i duńskiej na Elbląg, gdzie na rozkaz Stefana Batorego powstawała flota wojenna.
  - 12 grudnia – Gdańszczanie złożyli w Malborku hołd Stefanowi Batoremu i przeprosili go. Batory w wyniku braku rozstrzygnięć wojskowych oraz nacisku magnatów i szlachty zgodził się na kompromis.
  - 16 grudnia – Stefan Batory potwierdził przywileje miasta i wolność wyznania dla luteran. Gdańsk zobowiązał się wypłacić w pięciu ratach odszkodowanie w wysokości 200 tys. florenów. Autonomia Gdańska została zachowana.
- 1591
  - 25 sierpnia – na redzie portu zatonął statek, na którym przypłynął Jan Bernard Bonifacio.
  - 28 września – Bonifacio w zamian za dożywocie w domu profesorów przekazał liczącą 1161 woluminów bibliotekę uratowaną z katastrofy.
- 1596, 22 czerwca – powstała Biblioteka Rady Miasta Gdańska. Zaczątkiem była darowizna Jana Bonifacio.
- 1598 – utworzono Nową Motławę.

### XVII wiek
- 1610, 23 kwietnia – powstaje konsulat Francji, pierwszym konsulem zostaje Jean de la Blanque.
- 1614 – zorganizowanie Collegium Medicum – pierwsza izba lekarska na ziemiach polskich.
- 1627, 28 listopada – bitwa morska pod Oliwą.
- 1629
  - 29 września – zawarcie rozejmu (na okres 6 lat) w Starym Targu.
  - otwarto linię poczty konnej Gdańsk – Hamburg.
- 1633, 9 października – po raz pierwszy została uruchomiona fontanna Neptuna.
- 1637, 3 marca – utworzono urząd nadzorczy redy.
- 1638, 24 sierpnia – zbudowano latarnię na Helu, zwiększającą bezpieczeństwo portu w Gdańsku.
- 1640 – Jan Heweliusz założył w Gdańsku własne obserwatorium.

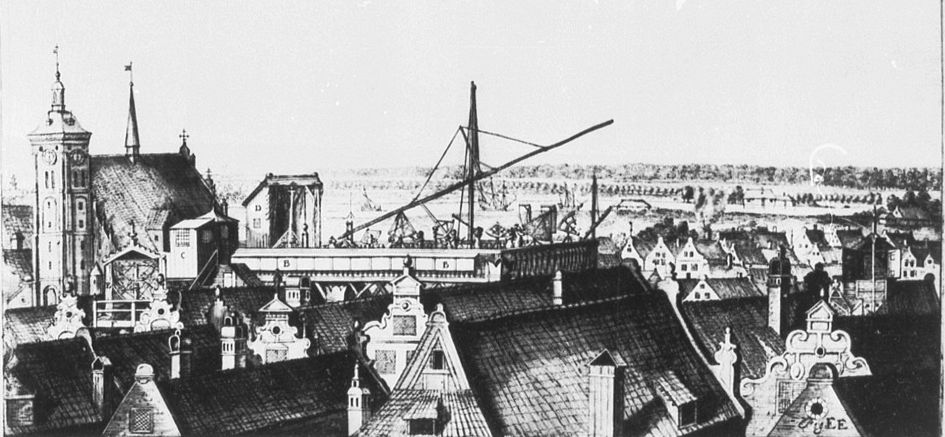
Obserwatorium Heweliusza

- 1646, 11 lutego – uroczysty wjazd do miasta królowej Marii Ludwiki, uwieczniony na obrazie Bartholomäusa Milwitza Wjazd Ludwiki Marii do Gdańska
- 1650 – z naniesionego przez Wisłę piasku zaczęła powstawać wyspa Westerplatte.
- 1655
  - początek potopu szwedzkiego, Gdańsk zwiększył siły obronne miasta. Nastąpił spadek aktywności handlu i regres w życiu gospodarczym miasta.
  - flota szwedzka zablokowała port w Gdańsku.
  - maj – wojska szwedzkie zdobyły Gdańską Głowę, Szaniec Steblewski. Rozpoczęła się blokada lądowa miasta.
- 1656, lipiec – przybyła flota holenderska na Zatokę Gdańską i odblokowała port w Gdańsku.
- 1659, 22 grudnia – skapitulowała szwedzka załoga twierdzy Gdańska Głowa.
- 1660, 3 maja – zawarto pokój w Oliwie. Gdańszczanie ten dzień ogłosili dorocznym świętem.
- 1669, lipiec – ostatni zjazd miast hanzeatyckich.
- 1683, 13 stycznia – biskup kujawski Bonawentura Madaliński poświęcił nową Kaplicę Królewską pod wezwaniem św. Ducha.

- 1696

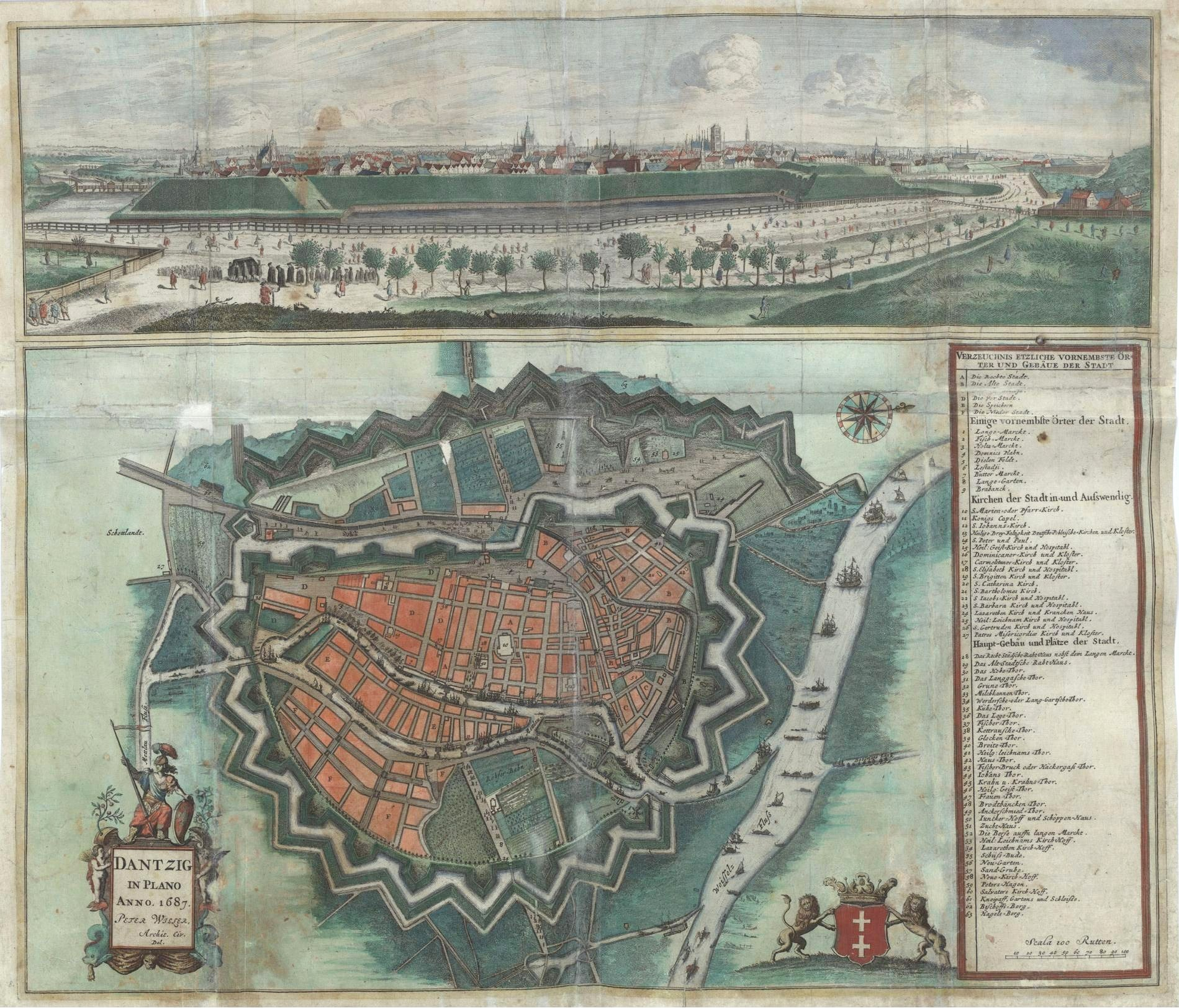
Mapa z „Historycznego opisu historii miasta Gdańska” autorstwa Reinholda Curicke z 1687 r. (Der Stadt Dantzig historische Beschreibung...)

  - 17 czerwca – śmierć Jana III Sobieskiego. Początek okresu bezkrólewia.
- 1697
  - 27 czerwca – na sejmie elekcyjnym większość głosów otrzymał książę Conti, część województw opowiadała się za Fryderykiem Augustem, którego popierała również Rada Gdańska.
  - 26 września – Książę Conti przypłynął z eskadrą 6 fregat francuskich do Oliwy, gdzie został przepędzony przez jazdę saską i polską.
  - 18 października – Francja podjęła represje względem Gdańska, zajmowane były statki i towary gdańskie.
- 1700–1721 – podczas wielkiej wojny północnej Gdańsk był niejednokrotnie zagrożony przez obce wojska. W celu wzmocnienia miasta zatrudniono fortyfikatora Jana Charpentiera.

### XVIII wiek
- 1717 – sejm „niemy” ustalił podatek na utrzymanie wojska. Gdańsk, który miał go zapłacić razem z Prusami Królewskimi sprzeciwił się. Wojewoda chełmiński, gen. Jakub Zygmunt Rybiński stał na czele kompanii wojsk koronnych. Nastąpił okres walk bratobójczych, zakończony rozkazem Augusta II wstrzymania walk.
- 1720, 23 września – powstało Towarzystwo Literackie.
- 1733–1734 – wojna sukcesyjna.
- 1733
  - 31 stycznia – zmarł August II. Początek walk o tron polski. Gdańsk opowiedział się za popieranym przez Francję Stanisławem Leszczyńskim.
  - sierpień – do Gdańska wkroczyła armia rosyjska, popierająca kontrkandydata Augusta III.
  - 2 października – do Gdańska przybył Stanisław Leszczyński, szukając schronienia.
- 1734
  - luty – armia rosyjska dotarła do Pruszcza, gdzie założyła główną kwaterę. Rozpoczęcie oblężenia miasta.
  - marzec – kapitulacja załogi Gdańskiej Głowy.
  - 6 maja – armia rosyjska zdobyła wyspę Ostrów i Szaniec Letni.
  - 9 maja – armia rosyjska przeprowadziła generalny szturm Gdańska. Szczególnie krwawe walki toczyły się o Grodzisko. Wojska rosyjskie straciły ponad trzy tysiące zabitych i rannych.
  - 11 maja – przybyła do Wisłoujścia nieliczna ekspedycja francuska.
  - 14 maja – początek panicznego odwrotu nieatakowanej ekspedycji francuskiej. W Gdańsku wywołało to konsternację.
  - 20 maja – powrót ekspedycji francuskiej, w wyniku działalności hrabiego Ludwika de Plélo. Ekspedycja wylądowała na Westerplatte. Jednak wspólna akcja z oddziałami gdańskimi nie powiodła się.
  - 25 maja – przybycie wojsk saskich na pomoc armii rosyjskiej.
  - 27 maja – wycofanie się oddziałów francuskich, ostrzeliwanych przez flotę rosyjską.
  - 27 czerwca – Stanisław Leszczyński opuścił Gdańsk.
  - 7 lipca – kapitulacja Gdańska.
- 1738, 30 listopada – uruchomiony został Carillon na wieży kościoła św. Katarzyny.
- 1742, 22 listopada – z inicjatywy Daniela Gralatha powołane zostało Towarzystwo Przyrodnicze.
- 1772
  - 5 sierpnia – I rozbiór Polski spowodował umożliwienie kontroli przez Prusy dostępu do Gdańska: z jednej strony od granic Torunia do granic Gdańska na Wiśle oraz z drugiej strony przez zajęcie Nowego Portu.
  - 9 września – król pruski wydał rozporządzenie o utworzeniu Nowego Portu.
  - 15 września – Prusy zajęły teren Nowego Portu i Westerplatte.
- 1773, 13 września – utworzone zostało Zespolone Miasto (Immediatstadt). W jego skład weszły Chełm, Siedlce, Stare Szkoty i Święty Wojciech.
- 1775
  - 31 lipca – Rada Miejska zakazała uczestnictwa kupców gdańskich w organizowanych przez Prusy w Starych Szkotach konkurencyjnego jarmarku.
  - Polska zawarła niekorzystny dla Gdańska traktat handlowy z Prusami. Traktat wprowadził wyższe cło dla towarów spławianych przez Gdańsk.
- 1783, 17 października – władze pruskie wprowadziły blokadę Gdańska.
- 1784, 24 marca – pierwszy publiczny wzlot balonu na ogrzane powietrze. Pilotem był Jakob Kapss.
- 1793
  - 23 stycznia – w wyniku II rozbioru Polski Prusy dokonały zaboru Gdańska.
  - 27 marca – zawarto porozumienie pomiędzy władzami Gdańska i wojskami pruskimi gen. Raumera dotyczące kapitulacji.
  - 28 marca – próba wejścia wojsk pruskich spotkała się z oporem gdańszczan, którzy stanęli w obronie miasta.
  - 4 kwietnia – wojska pruskie wkroczyły do Gdańska.

### XIX wiek

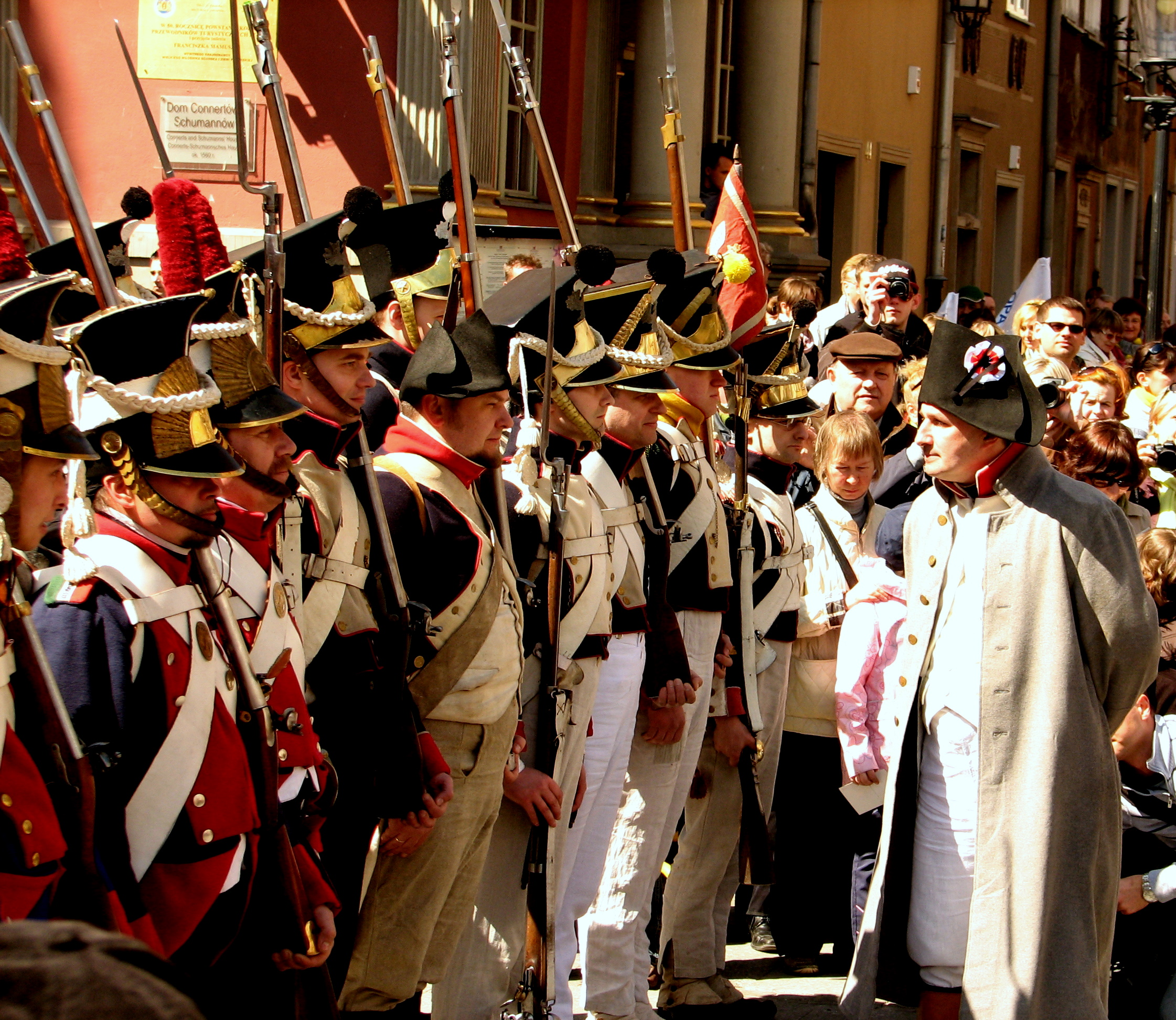
Wkroczenie wojsk francuskich do Gdańska po oblężeniu – inscenizacja z 2010

- 1801, 3 sierpnia – otwarto Teatr Miejski przy Targu Węglowym.
- 1803 – na Pachołku utworzono zieleniec z punktem widokowym.
- 1807
  - 7 marca – początek oblężenia Gdańska przez wojska Napoleona I.
  - 24 maja – dowództwo pruskie podpisało akt kapitulacji Gdańska.
  - 27 maja – do Gdańska wkroczyły wojska francuskie.
  - 21 lipca – proklamowanie Wolnego Miasta Gdańska.
- 1808 – załamanie wymiany handlowej spowodowane wprowadzeniem blokady kontynentalnej przez Napoleona.
- 1813
  - oblężenie Gdańska przez armię rosyjską.
  - 31 października – ostrzał Gdańska spowodował pożar na Wyspie Spichrzów. Spłonęły 132 spichlerze.
- 1814
  - 1 stycznia – ostatnie oddziały obrońców Gdańska opuściły miasto.
  - 17 marca – do Gdańska przyłączone zostały Zespolone Miasto, Wrzeszcz ze Strzyżą Dolną, Oruńskie Przedmieście i Rudno.

- 1815, 9 czerwca – kongres wiedeński określił nowe granice. Gdańsk powrócił pod panowanie Prus.
- 1824 – początek budowy szosy Berlin – Szczecin – Słupsk – Gdańsk.
- 1831, 1 października – kasacja klasztoru cystersów w Oliwie.
- 1838, 9 stycznia – z inicjatywy dr. Matthiasa Loschima powstało na Starym Mieście pierwsze publiczne przedszkole.
- 1840, 31 stycznia – wody Wisły przerwały pas wydm we wsi Górka tworząc nowe ujście zwane Wisłą Śmiałą.
- 1842 – uruchomiono komunikację dwunastoosobowymi powozami między Długim Targiem i domem kuracyjnym w Sopocie.

- 1845 – zamknięte zostało ujście Martwej Wisły pomiędzy Wisłoujściem i Westerplatte. Rozpoczął się proces powstawania półwyspu Westerplatte.
- 1852
  - 17 lipca – do Gdańska wjechał pierwszy pociąg. Miasto zostało połączone linią kolejową z Tczewem i Bydgoszczą.
  - 1 listopada – wieś Oliwa została przekształcona w osiedle.
- 1853, 20 grudnia – powstała pierwsza gazownia.
- 1857, 17 czerwca – otwarty został Gdański Prywatny Bank Emisyjny, do 1891 posiadał prawo do emisji pieniędzy.
- 1862
  - powstało Muzeum Miejskie.
  - 5 grudnia – Gdańsk otrzymał połączenie kolejowe z Warszawą.
- 1867, 15 sierpnia – otwarto pierwszy basen kąpielowy.
- 1870–1873 – rozebrano przedproża na Głównym Mieście (Długa, Ogarna, Tkacka i Targ Rybny).

- 1870
  - 1 lipca – Gdańsk został połączony linią kolejową z Sopotem.
  - 1 września – linię przedłużono do Szczecina.
  - powstała pierwsza linia tramwaju konnego do Wrzeszcza.
- 1871, 16 grudnia – uruchomiono pierwszy odcinek kanalizacji miejskiej.
- 1873
  - 24 stycznia – zakończono budowę browaru w Kuźniczkach.
  - 21 czerwca – powstała linia tramwaju konnego do Oliwy.
- 1877, 1 września – powstała linia kolejowa łącząca Gdańsk z Warszawą (przez Mławę).
- 1882 – wprowadzony został ruch prawostronny.
- 1883, 9 listopada – zainstalowano pierwsze telefony, aparat z numerem 1 otrzymało biuro browaru.
- 1886, 1 sierpnia – otwarto nową linię kolejową z Pruszcza Gdańskiego do Żukowa.
- 1890, 17 listopada – do Gdańska przyłączono część Brzeźna.
- 1893, 21 listopada – rozpoczęto budowę dworca kolejowego.
- 1895, 31 marca – otwarto nowe ujście Wisły w Świbnie.

- 1896
  - 3 sierpnia – otwarto nowoczesną halę targową na placu Dominikańskim.
  - 12 sierpnia – ruszyły pierwsze tramwaje elektryczne.
  - 20 października – pierwszy pokaz kinematografu w Gdańsku.
- 1898
  - 16 czerwca – uruchomiono elektrownię na Ołowiance.
  - 27 września – odsłonięto pomnik ku czci żołnierzy rosyjskich poległych w walkach o Gdańsk w roku 1734, 1807 i 1813.
- 1899, 5 kwietnia – pierwszą strefę wolnocłową otwarto w porcie morskim Gdańsk (basen Władysława IV).
- 1900, 28 października – oddano do użytku dworzec kolejowy Gdańsk Główny.

### XX wiek

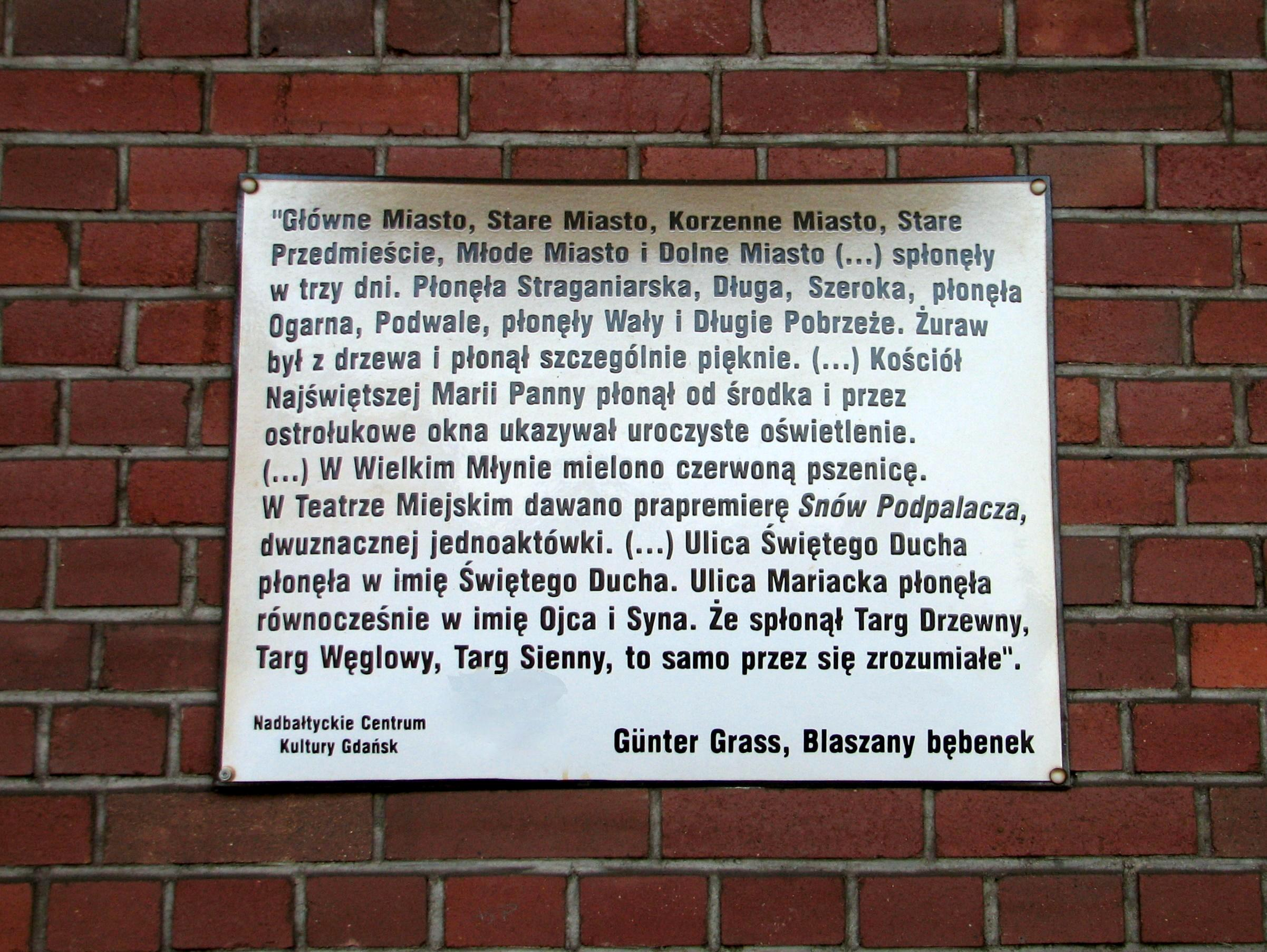
Cytat z Blaszanego bębenka szczegółowo opisuje zniszczenie Gdańska. Tablica znajdowała się na małym budynku na peronie drugim dworca Gdańsk Główny. Zniknęła po jego wyburzeniu.

- 1901, 26 maja – oddano do użytku linię tramwajową Wrzeszcz – Nowy Port przez dzisiejsze ul. Waryńskiego i Chrobrego (istniała do lat 50. XX w.).
- 1902
  - 1 kwietnia – do Gdańska przyłączono Suchanino, Strzyżę Górną i Świętą Studzienkę.
  - 9 grudnia – Gdańsk powiększony został o wyspę Ostrów.
- 1904
  - 27 maja – otwarto Kanał Kaszubski o długości 2 km.
  - 6 października – otwarcie Królewskiej Wyższej Szkoły Technicznej w Gdańsku.
- 1905
  - 3 lipca – pożar wieży i dachów kościoła św. Katarzyny. Ogień zniszczył dzwony i mechanizm Carillonu.
  - 16 sierpnia – powstała nowa kolej wąskotorowa z dworcem przy Długich Ogrodach.
- 1907, 1 kwietnia – do Gdańska przyłączono Przeróbkę. Do Oliwy włączono Jelitkowo, Żabiankę i Konradowo (Przymorze).
- 1909, 16 sierpnia – w Jelitkowie otwarto dom kuracyjny z restauracją.
- 1911, 19 kwietnia – oddano do użytku szpital miejski przy ul. Dębinki (obecnie Akademia Medyczna).
- 1912
  - w Parku Oliwskim powstał ogród botaniczny.
  - 8 czerwca – oddano do użytku pierwszy most przez Martwą Wisłę – Most Siennicki.
- 1914
  - 1 kwietnia – do Gdańska przyłączono: Stogi, Sączki, Krakowiec, Górki Zachodnie i Wisłoujście, Brzeźno oraz część Zaspy i Młynisk.
  - 1 maja – otwarto linię kolejową Wrzeszcz – Kokoszki – Stara Piła przez Brętowo, Kiełpinek, Kokoszki i Leźno (zniszczona w 1945 r.)
- 1916 – powstał wiadukt Błędnik łączący Podwale Grodzkie z Wielką Aleją.
- 1917, 22–29 lipca – do gdańskiego więzienia trafili Józef Piłsudski i Kazimierz Sosnkowski.
- 1920
  - 10 stycznia – Gdańsk stał się Wolnym Miastem według postanowień traktatu wersalskiego.
  - 8 lutego – rozpoczął działalność Komisariat Generalny RP. Pierwszym Komisarzem został Maciej Biesiadecki.
  - 10 lutego – powitanie na dworcu w Gdańsku delegacji udającej się na Zaślubiny Polski z morzem. Gen. Józef Haller otrzymał dwa platynowe pierścienie.
  - 18 kwietnia – otwarto pocztową linię lotniczą z Gdańska do Słupska z lotniska Gdańsk-Wrzeszcz.
  - czerwiec – w Sopocie powstało kasyno.
  - 15 listopada – oficjalne powstało Wolne Miasto Gdańsk.
- 1921
  - 29 maja – rozpoczęto budowę konkurencyjnego portu w Gdyni.
  - 1 lipca – powołano Gdańską Giełdę Papierów Wartościowych i Dewiz.

- 1922
  - 13 maja – powstało Gimnazjum Polskie w Gdańsku.
  - 14 czerwca – uchwalono przez sejm konstytucję Wolnego Miasta Gdańska.
  - 15 sierpnia – powstaje Klub Sportowy „Gedania”.
  - 5 września – uruchomiono regularną linie lotniczą do Lwowa.
- 1923
  - 6 maja – otwarty został pasaż handlowy na parterze Wielkiej Zbrojowni.
  - 18 maja – lotnisko we Wrzeszczu stało się portem cywilnym.
  - 23 listopada – w miejsce marki gdańskiej wprowadzony został Gulden gdański.
- 1924
  - 5 lutego – powołany został Bank Gdański Wolnego Miasta Gdańska.
  - 14 marca – Liga Narodów przyznała Westerplatte na Wojskową Składnicę Tranzytową.
- 1925, 8 maja – otwarto Stadion Dolnego Miasta (Wybrzeża).
- 1926
  - 1 stycznia – ruszyły pierwsze autobusy. Pierwsza linia prowadziła ze Śródmieścia do Sopotu.
  - 18 stycznia – przybył pierwszy oddział wartowniczy do Wojskowej Składnicy Tranzytowej na Westerplatte.
  - 1 lipca – Oliwa została przyłączona do Gdańska.
- 1927
  - wybudowany został stadion przy ul. Traugutta.
  - 2 lipca – oficjalnie otwarto Hotel Kasino w Sopocie.
- 1928 – utworzono zwierzyniec w Dolinie Radości.
- 1929, 15 sierpnia – sterowiec „Graf Zeppelin” przeleciał nad Gdańskiem w drodze z Berlina do Tokio.
- 1932, 14 czerwca – kryzys gdański – ORP „Wicher” wymusił respektowanie prawa Rzeczypospolitej do obecności zbrojnej w porcie Wolnego Miasta Gdańska.
- 1933, 15 sierpnia – Gdańsk powiększony został o Orunię, Brętowo, Emaus, Błonia i Olszynkę.
- 1934 – przejęcie władzy przez NSDAP.
- 1935, 2 maja – przeprowadzono dewaluację guldena Gdańskiego.
- 1936, 21 marca – przelot nad Gdańskiem sterowców „Hindenburg” i „Graf Zeppelin”.
- 1939
  - 1 września – salwa z okrętu Schleswig-Holstein na Westerplatte rozpoczęła II wojnę światową.
  - 5 września – Bank Gdański włączono do Banku Rzeszy.
  - 7 września – kapitulacja Westerplatte. Nocna parada NSDAP urządzona z tej okazji na Adolf-Hitler Strasse (al. Grunwaldzka). Parada zbombardowana została przez polski wodnopłat, pilotowany przez pilota por. Józefa Rudzkiego i ostrzelana przez obserwatora por. Juszczakiewicz. Zrzucono 6 bomb o wagomiarze 12,5 kg z wysokości dachów domów[potrzebny przypis].
  - 5 października – zamordowano 38 obrońców Poczty Polskiej w Gdańsku.
- 1940, 22 marca – 67 działaczy Polonii Gdańskiej rozstrzelanych zostało obok obozu Stutthof, pochowani zostali na Cmentarzu Ofiar Hitleryzmu na Zaspie.

- 1945
  - 14 marca – podejście wojsk sowieckich II Frontu Białoruskiego pod Gdańsk.
  - 24 marca – po przełamaniu linii zewnętrznych umocnień początek bezpośrednich walk o Gdańsk.
  - 27 marca – bezpośredni szturm Gdańska przez Armię Czerwoną.
  - 28 marca – żołnierze polscy zawiesili biało-czerwony sztandar na Dworze Artusa w Gdańsku[1].
  - 30 marca
    - ostateczne opanowanie Gdańska przez Armię Czerwoną. Początek grabieży, podpaleń i gwałtów[2];
    - utworzone zostało województwo gdańskie[3].

  - 5 kwietnia – zakończenie grabieży i podpaleń. Bilans zniszczeń: całe miasto – 55%[potrzebny przypis], zabytkowe śródmieście – 90%, z czego około połowa wskutek ostrzału artyleryjskiego, nalotów i walk – reszta była skutkiem celowego wypalania i wyburzania[1][2][4][5].
  - 10 kwietnia – rozpoczęła działalność Państwowa Filharmonia Bałtycka.
  - 24 maja – powołana została Politechnika Gdańska.
  - 9 lipca – pierwsze posiedzenie Miejskiej Rady Narodowej[1]
- 1946
  - 10 sierpnia – strajk 2000 dokerów w Porcie Gdańskim.
  - 1 października – powstała Wyższa Szkoła Pedagogiczna.
- 1948, 6 listopada – zwodowano w Stoczni Gdańskiej pierwszy po wojnie statek – rudowęglowiec SS Sołdek.
- 1949 – początek odbudowy Głównego Miasta.
- 1951, 2 stycznia – ruszyła pierwsza kolejka SKM do Nowego Portu.
- 1952, 2 stycznia – wyruszyła po raz pierwszy elektryczna kolejka SKM z dworca gdańskiego w kierunku Sopotu.
- 1953
  - 1 maja – Studio Operowe zostało przekształcone w Państwową Operę Bałtycką.
  - 3 listopada – otwarto po odbudowie kino Neptun (wcześniej Leningrad).
- 1954, 1 maja – w Oliwie otwarto ogród zoologiczny oraz Ogród Botaniczny wraz z Palmiarnią.
- 1956, 2 grudnia – powstało Zrzeszenie Kaszubsko-Pomorskie.
- 1959
  - 6 marca – powstał Gdański Ośrodek Telewizyjny przy ul. Sobótki.
  - 21 marca – położono kamień węgielny pod budowę Osiedla Młodych na VII Dworze.
  - 20 maja – powstała trasa tramwajowa przez Podwale Przedmiejskie i mosty na Motławie, wstrzymany został ruch przez ul. Długą i Długi Targ.
  - 10 czerwca – wbudowany został kamień węgielny pod budowę pierwszego budynku PSM Przymorze.
- 1961, sierpień – pierwszy Międzynarodowy Festiwal Piosenki odbył się w hali stoczni.
- 1962, 21 lipca – sztandar miasta Gdańska udekorowany został Krzyżem Wielkim Orderu Odrodzenia Polski.
- 1965, 26 czerwca – pomnik Jana III Sobieskiego stanął na Targu Drzewnym, do 1945 posąg stał na Wałach Hetmańskich we Lwowie.
- 1966, 9 października – odsłonięto Pomnika Obrońców Wybrzeża na Westerplatte.
- 1967, 7 stycznia – Teatr Wybrzeże zainaugurował działalność w nowej siedzibie przy Targu Węglowym.
- 1968
  - 11 marca – na Politechnice Gdańskiej w wiecu zorganizowanym przeciwko socjalizmowi uczestniczyło 4000 studentów.
  - 15 marca – największa w skali kraju manifestacja, udział w niej wzięło 20 tys. osób, studentów, robotników i innych mieszkańców Gdańska.
- 1969
  - 6 sierpnia – powstała Wyższa Szkoła Wychowania Fizycznego.
  - 28 grudnia – odsłonięcie pomnika Tym co za polskość Gdańska.
- 1970
  - 20 marca – powstał Uniwersytet Gdański z połączenia Wyższej Szkoły Ekonomicznej i Wyższej Szkoły Pedagogicznej.
  - 12 października – uruchomiono bazę przeładunku płynnej siarki.
  - grudzień – rozpoczął się strajk w Stoczni Gdańskiej. Milicja i wojsko użyła broni przeciwko protestującym, byli zabici i ranni. Wiec pod gmachem KW PZPR zakończył się jego podpaleniem.

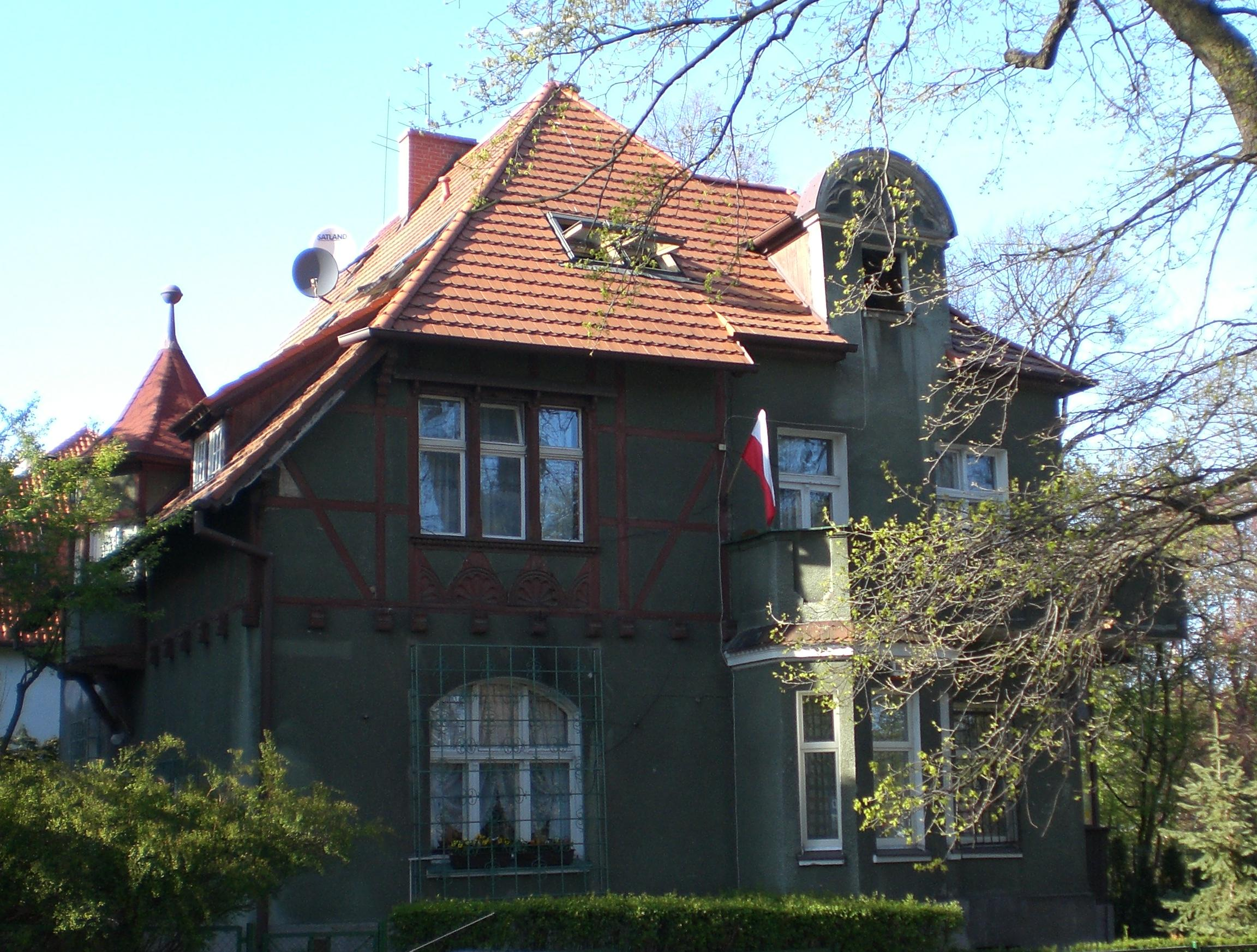
Dom w Aniołkach, w którym mieszkały „gdańskie pięcioraczki”

- 1971, 12 maja – w klinice Akademii Medycznej na świat przyszły tzw. „gdańskie pięcioraczki”: Agnieszka, Ewa, Adam, Piotr i Roman Rychert.

- 1972

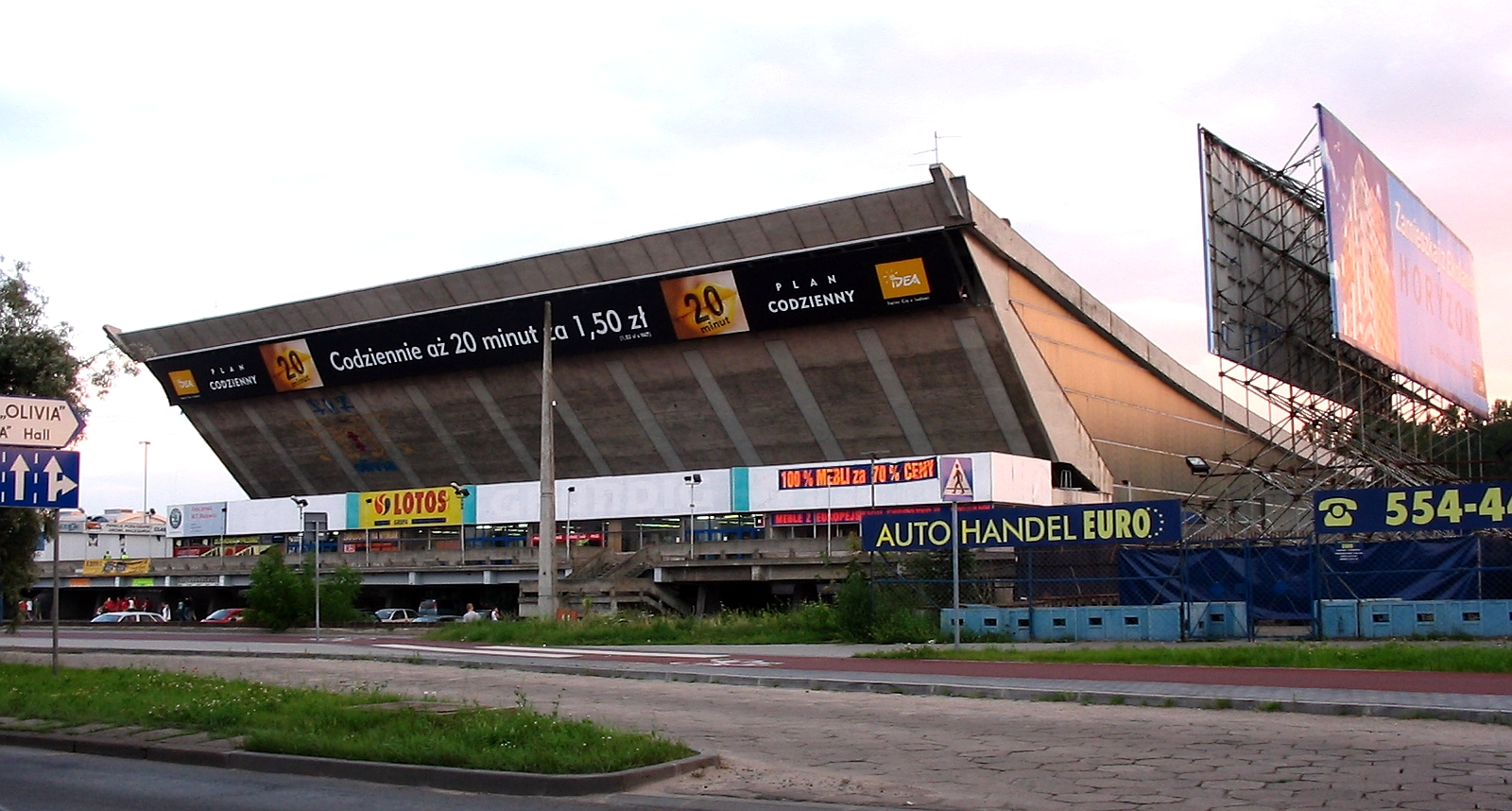
Hala Olivia

  - 9 marca – zamknięta została linia tramwajowa do Oruni.
  - 5 sierpnia – rozpoczął się pierwszy po wojnie Jarmark św. Dominika.
  - 16 grudnia – oddana do użytku została hala Olivia.
- 1973
  - 12 czerwca – otwarto bazę promową w Nowym Porcie.
  - 24 lipca – położono kamień węgielny pod budowę pierwszego budynku osiedla Zaspa.
  - 1 grudnia – Gdańsk powiększony został o Wyspę Sobieszewską
- 1974
  - 2 maja – otwarto Port Lotniczy w Rębiechowie.
  - 9 lipca – do Portu Północnego przybił pierwszy statek handlowy „Uniwersytet Gdański”. Zabrał 12 tys. ton węgla.
  - 18 lipca – powstał Port Północny.
- 1975
  - 23 lipca – powstał Naftoport.
  - 29 listopada – uruchomiono Rafinerię Gdańską.
  - 11 grudnia – rozpoczęto budowę osiedla Piecki-Migowo.
- 1976, 28 stycznia – otwarto hotel Novotel na Wyspie Spichrzów.
- 1977, 31 grudnia – uruchomiono linię tramwajową z Wrzeszcza przez Zaspę, Przymorze do ul. Pomorskiej.
- 1978
  - 29 kwietnia – powstał w Gdańsku Komitet Założycielski Wolnych Związków Zawodowych Wybrzeża, w jego składzie byli: Andrzej Gwiazda, Krzysztof Wyszkowski i Antoni Sokołowski, lecz wkrótce w miejsce dwu ostatnich weszli Andrzej Bulc i Edwin Myszk. Wśród działaczy i współpracowników WZZW byli m.in. Anna Walentynowicz, Lech Wałęsa, Bogdan Borusewicz, Maryla Płońska, Alina Pieńkowska, Bogdan Lis.
  - 19 lipca – uruchomiono mleczarnię Maćkowy.
  - 1 sierpnia – ukazał się pierwszy numer „Robotnika Wybrzeża” - pierwszego na Wybrzeżu pisma wydawanego poza cenzurą. Redakcję stanowili Andrzej Bulc, Bogdan Borusewicz, Joanna Duda-Gwiazda, Andrzej Gwiazda, Edwin Myszk.

- 1980
  - 23 czerwca
    - powstał oddział PAN.
    - uruchomiono latarnię morską na wieży kapitanatu Portu Północnego.

  - 14 sierpnia – początek strajku w Stoczni Gdańskiej. Powołano Międzyzakładowy Komitet Strajkowy z Lechem Wałęsą na czele.
  - 15 sierpnia – do strajku przyłączyły się kolejne zakłady, stocznie, port, komunikacja miejska. Zostaje zablokowana łączność z resztą kraju.
  - 21 sierpnia – do Stoczni Gdańskiej przyjechała Komisja Rządowa z Mieczysławem Jagielskim jako przewodniczącym.
  - 23 sierpnia – powstał pierwszy numer Strajkowego Biuletynu Informacyjnego „Solidarność”. Bogdan Pietruszka przedstawił projekt pomnika ku czci zabitych w 1970 – Pomnika Poległych Stoczniowców.
  - 31 sierpnia – podpisanie porozumień sierpniowych w sali BHP Stoczni Gdańskiej strajkujących stoczniowców z reprezentacją strony rządowej. Porozumienie gwarantowało m.in. powstanie niezależnych związków zawodowych. Wydarzenia te przyjmuje się jako początek procesu obalenia systemu komunistycznego we wschodniej Europie.
  - 17 września – powołany został w Gdańsku przez przedstawicieli z całej Polski Niezależny Samorządny Związek Zawodowy „Solidarność” (NSZZ „Solidarność”).
  - 10 listopada – zarejestrowany został NSZZ „Solidarność”.
  - 16 grudnia – odsłonięty został Pomnik Poległych Stoczniowców 1970.
- 1981
  - 20–22 sierpnia – I Przegląd Piosenki Prawdziwej „Zakazane Piosenki” w hali Olivii.
  - 5 września – początek w hali Olivii krajowego Zjazdu „Solidarności”.
  - 12 listopada – zwodowany został w Stoczni Gdańskiej kadłub „Daru Młodzieży”.
  - 14–17 grudnia – strajk w Stoczni Gdańskiej, na ulicach trwały starcia demonstrantów z ZOMO, do walki skierowane były helikoptery i czołgi, były pierwsze ofiary walk ulicznych.
  - 20 grudnia – koniec strajku w porcie gdańskim.
- 1982, 1 maja – tłumy gdańszczan zgromadziły się pod Pomnikiem Poległych Stoczniowców. Następnie po mszy w kościele Mariackim demonstracja udała się przez Wrzeszcz (gdzie pochód liczył już ponad 50 tys. osób) na Zaspę-Młyniec pod dom Lecha Wałęsy.
- 1983
  - 22 czerwca – Lechia Gdańsk zdobyła Puchar Polski w piłce nożnej.
  - 18 lipca – otwarto Zakłady Poligraficzne na Suchaninie.
  - 28 września – mecz Lechia Gdańsk - Juventus (2:3), z nadkompletem publiczności i Lechem Wałęsą na trybunach.
  - 5 października – gdańszczanin Lech Wałęsa uhonorowany został Pokojową Nagrodą Nobla.

- 1986
  - 22 października – bazylika Mariacka została podniesiona do rangi konkatedry diecezji gdańskiej.
- 1987, 11–12 czerwca – do Gdańska przybył Jan Paweł II. Spotkał się z młodzieżą na Westerplatte, w bazylice Mariackiej z chorymi, inwalidami oraz lekarzami i pielęgniarkami, następnie pod pomnikiem Poległych Stoczniowców złożył kwiaty. Punktem kulminacyjnym wizyty w Gdańsku była msza na Zaspie-Rozstajach dla około miliona osób.
- 1988
  - 2 maja – początek strajku w Stoczni Gdańskiej. Po dwóch dniach stocznię otoczyły oddziały ZOMO i odcięto łączność telefoniczną. Nazajutrz do stoczni z pełnomocnikiem Episkopatu do podjęcia mediacji przyjechali Tadeusz Mazowiecki i Andrzej Wielowieyski. Ich rozmowy z dyrekcją nie dały żadnych rezultatów. Protest stoczniowców poparli strajkiem okupacyjnym studenci Uniwersytetu Gdańskiego.
  - 10 maja – bez podpisania porozumień zakończył się strajk w Stoczni Gdańskiej. Strajkujący wyszli z zakładu i w pochodzie udali się do kościoła św. Brygidy.
  - 22 sierpnia – początek strajku w Stoczni Gdańskiej i Stoczni Północnej. Powołano MKS. W następnych dniach zastrajkowały także stocznie: Remontowa, „Wisła” i „Radunia”.
  - 31 sierpnia – gen. Czesław Kiszczak spotkał się z Lechem Wałęsą w sprawie podjęcia rozmów przy Okrągłym Stole.
  - 1 września – koniec strajków w stoczniach. Po ich zakończeniu powstał Międzyzakładowy Komitet Organizacyjny „S”, który był kontynuacją Międzyzakładowego Komitetu Strajkowego.
- 1989
  - marzec – Miejska Rada Narodowa podjęła uchwałę o ustanowieniu flagi Gdańska – powrócono w ten sposób do tradycji miasta.
  - 11 lipca – prezydent USA George Bush przybył do Gdańska. Złożył kwiaty na Westerplatte, pod pomnikiem Poległych Stoczniowców oraz spotkał się z Lechem Wałęsą.
- 1990, 9 grudnia – gdańszczanin Lech Wałęsa został w drugiej turze wyborów wybrany Prezydentem RP.
- 1992, 25 marca – diecezja gdańska została podniesiona do rangi archidiecezji.
- 1994
  - 2 maja – katastrofa drogowa autobusu PKS niedaleko Kokoszek. Zginęły 34 osoby.
  - 24 listopada – pożar hali stoczni w Gdańsku, podpalonej w trakcie koncertu. Zginęło 7 osób, kilkaset zostało poparzonych.
- 1995, 17 kwietnia – wybuch gazu w budynku mieszkalnym przy ul. Wojska Polskiego w Gdańsku. Zginęły 22 osoby.
- 1997
  - 18 kwietnia – zainaugurowano obchody 1000-lecia Gdańska.
  - 20 kwietnia – po odbudowie i rekonstrukcji otwarto Dwór Artusa.
- 1999, 20 maja – oddano do użytku szereg kamieniczek przy ul. Stągiewnej na Wyspie Spichrzów.
- 2000
  - 5 lipca – początek wielkiego zlotu żaglowców Cutty Sark Tall Ship Races.
  - 8 lipca – wielka parada żaglowców na Zatoce Gdańskiej.
  - 21 sierpnia – do portu morskiego w Gdańsku wpłynął statek pasażerski Maasdam o długości 220 m. Był to najdłuższy statek w historii portu.

### XXI wiek
- 2001
  - 9 lipca – w wyniku silnej ulewy przerwany został wał kanału Raduni na Oruni. Zalana została też część Wrzeszcza.
  - 9 listopada – oddano do użytkowania most wantowy na Martwej Wiśle.
- 2002, 24 maja – Pomnik – Cmentarz Nieistniejących Cmentarzy otwarto na terenie dawnego cmentarza Bożego Ciała.
- 2003, 30 sierpnia – tablice z 21 postulatami zostały wpisane na listę UNESCO Pamięć Świata.
- 2005, 26 sierpnia – ponad 100 tys. widzów na koncercie Przestrzeń Wolności Jeana-Michela Jarre’a w Gdańsku na terenie Stoczni Gdańskiej z okazji 25-lecia wydarzeń Sierpnia 80.
- 2006
  - 22 maja – spłonął dach kościoła św. Katarzyny.
- 2007
  - 3 października – oficjalne zakończenie budowy terminala kontenerowego DCT Gdańsk.
  - 4 października – otwarcie Galerii Bałtyckiej
  - 19 grudnia – otwarcie tramwaju na Chełm
- 2008
  - 5–6 grudnia – obchody 25-lecia przyznania Lechowi Wałęsie Nagrody Nobla z udziałem Dalajlamy XIV, Shirin Ebadi, Frederika Willen de Klerka, Adolfo Pérez Esquivela oraz Nocolasa Sarkozy’ego, Donalda Tuska, José Manuela Barroso, Leszka Balcerowicza
  - 5 grudnia emisja Talara Gdańskiego z Lechem Wałęsą oraz herbem i panoramą Gdańska na rewersie
- 2009
  - 1 września – wizyta Władimira Putina i Angeli Merkel na obchodach 70 rocznicy wybuchu II wojny światowej
- 2012
  - 31 marca – otwarcie nowego terminala Portu Lotniczego Gdańsk
  - 11 maja – ukończenie linii tramwajowej na Łostowice
  - 10 czerwca – otwarcie obwodnicy południowej
  - 10 – 22 czerwca – Mistrzostwa Europy w Piłce Nożnej 2012 w Gdańsku
  - 17 grudnia – otwarcie Trasy Słowackiego
- 2015
  - 1 września – oficjalne otwarcie Pomorskiej Kolei Metropolitalnej. Od tego dnia dla ruchu pasażerskiego na trasie Gdańsk Główny – Gdańsk Port Lotniczy – Gdynia Główna
  - 1 października – otwarcie nowego połączenia Pomorskiej Kolei Metropolitalnej z Gdańska Głównego przez Gdańsk Port Lotniczy do Kartuz
  - 13 grudnia – otwarcie kolejnego połączenia Pomorskiej Kolei Metropolitalnej z Gdańska Głównego przez Gdańsk Port Lotniczy do Kościerzyny
- 2016
  - 24 kwietnia – otwarcie tunelu pod Martwą Wisłą
- 2018
  - 10 listopada - otwarcie nowego mostu zwodzonego nad Martwą Wisłą w Sobieszewie
- 2019
  - 13 stycznia – prezydent Gdańska Paweł Adamowicz został zaatakowany nożem podczas 27. finału Wielkiej Orkiestry Świątecznej Pomocy w Gdańsku.
  - 14 stycznia – prezydent Gdańska Paweł Adamowicz wskutek rozległych urazów zaatakowania nożem umiera w szpitalu klinicznym przy Uniwersyteckim Centrum Klinicznym w Gdańsku.